# 최진석 (기업인)
최진석(1958년 음력 1월 27일~)은 대한민국의 반도체 공학자이자 매국노이다. 산업 스파이혐의로 구속되었다.

## 생애
대구 출신으로 대륜고를 졸업하고 경북대학교 금속공학과에서 학사를, 한양대학교에서 1984년 재료공학 석사를 받고 삼성에 입사했다. 삼성전자 재직하면서 연구원으로 일하면서, 1992년 8월 한양대학교에서 재료공학과 박사학위를 취득하고 연구원을 거쳐 메모리사업부 이사인 임원으로 승진하면서 상무까지 승진하여 2001년까지 재직했다. 2001년 10월, 하이닉스에 입사하여, 하이닉스에서 생산하는 반도체의 미세공정 기술 개발과 수율 향상의 업적을 남겼다. 2009년 10월 29일, 반도체의 날에 은탑산업훈장을 수훈하였다.
이후 2007년 5월 생산성 향상의 공로를 인정받아 부사장으로 승진하였다. 2010년 하이닉스 CEO 후보로 지원하였으나 2010년 2월 권오철이 CEO로 확정되자 2010년 4월, 하이닉스에 사직서를 제출하였다. 이에 따라 2010년 5월 사직서가 수리되어 기술고문이 되었다. 업계에서는 그가 해외업체로 이적할 경우 국내산업에 미치는 피해를 우려하였다. 2010년 한양대학교 공과대학 나도반도체공학과 교수가 되었으며, 2011년 12월 STX그룹의 태양광산업 업체인 STX솔라 사장으로 영입되었다. 2014년 2월까지 사장에 재직했고 GS그룹에 STX솔라의 모회가가 인수되면서 STX솔라도 GS그룹에 속하게 되면서 2월에 물러나게 되었다.그리고 2014년 5월 28일 제조혁신 담당 사장으로 선임되었으며 한화그룹은 이 사실을 6월 11일 발표하였다.  그 뒤 12월에는 한화큐셀 CTO(최고기술책임자)에 임명되었고 2015년 3월 5일에는 사내이사로 선임 2015년 9월 2일 사임했다. 그 뒤 3년 8개월간 싱가포르에 본점이 있는 진세미라는 회사를 차려 마이크론에 인수된 대만 반도체 공장과 마이크론 싱가포르 공장의 생산관리를 맡았다.
그 뒤 중국에 만든 진세미 북경법인 진세미(真芯(北京)半导体)과 청두시의 합작으로 중화인민공화국에 2020년 9월 28일 청두가오전(成都高真科技, CHJS)을 설립하였다.
2023년 6월 자신이 재직했던 기업인 삼성전자의 기술을 빼돌린 혐의로 대한민국에서 구속되었다. 그는 삼성전자의 공장 구조에 대한 기술을 유출하였고, 대만 회사의 투자를 받아 시안시 삼성 반도체 공장 인근에 복제 공장을 건설하려 한 혐의를 받는다. 복제 공장 건설은 무산되었지만 이미 청두시로 기술이 유출된 것으로 우려되고 있다.